# Campyloneurum occultum
Campyloneurum occultum là một loài dương xỉ trong họ Polypodiaceae. Loài này được Christ L.D. Gómez mô tả khoa học đầu tiên năm 1976.